# Оряхово
Оря́хово (болг. Оряхово) — місто в Болгарії. Розташовано у Врачанській області, на правому березі Дунаю, неподалік від міста Мізія. Оряхово — адміністративний центр однойменної громади Оряхово. Населення становить 5 837 чоловік (2010).
На Дунаї в Оряхово є пором і прикордонний контрольно-пропускний пункт — на протилежному лівому березі — Румунія.

## Історія
Найменування населеного пункту неодноразово змінювалось: Вирхов, Орезов, Ореов, Рахово, та з 1886 року встановилась сучасна назва — Оряхово.

## Економіка
У місті є завод запасних частин для сільськогосподарських машин, завод нестандартного обладнання і два швацьких цехи.

## Політична ситуація
Кмет (мер) громади Оряхово — Георгі Іванов Пенков (коаліція у складі 2 партій: НРСП, ЗНС).

## Карти
- bgmaps.com[недоступне посилання з липня 2019]
- emaps.bg[недоступне посилання з липня 2019]
- Google